# Сальвер, Гастон
Жерве Бернар Гастон Сальве́р (в старых источниках Сальвейр, фр. Gervais Bernard Gaston Salvayre; 24 июня 1847, Тулуза — 17 мая 1916, Сент-Ань) — французский оперный и балетный композитор, органист и музыкальный критик.
Начальное музыкальное образование получил в своём родном городе под руководством Поля Мерьеля, затем совершенствовался в Парижской консерватории, где был учеником Амбруаза Тома и Франсуа Базена. В 1872 году за кантату «Калипсо» был удостоен Римской премии; во время пребывания в Риме написал, прежде всего, Stabat Mater.
В 1877 году в Париже были поставлены его опера «Храбрец» (фр. Le Bravo) и балет «Фанданго» (фр. Le Fandango, либретто Анри Мельяка и Людовика Галеви). Среди последующих оперных сочинений Сальвера — «Ричард III», поставленный в 1883 году в Санкт-Петербурге без особого успеха, «Эгмонт» (1886, по Гёте), «Дама из Монсоро» (фр. La Dame de Monsoreau; 1888, по А. Дюма). Сальверу также принадлежала музыка к балетам «Фонтан фей» (фр. La Fontaine des fées; 1899) и «Одалиска» (фр. L'Odalisque; 1905), церковные и вокальные сочинения. Как музыкальный критик сотрудничал с изданием Gil Blas.